# Marlon Humphrey
Marlon Humphrey (ur. 8 lipca 1996) – amerykański lekkoatleta specjalizujący się w biegach płotkarskich.
W 2013 został wicemistrzem świata juniorów młodszych w biegu na 110 metrów przez płotki.

## Osiągnięcia
| Rok  | Impreza                               | Miejsce | Konkurencja                | Pozycja    | Wynik |
| ---- | ------------------------------------- | ------- | -------------------------- | ---------- | ----- |
| 2013 | Mistrzostwa świata juniorów młodszych | Donieck | bieg na 110 m przez płotki | 2. miejsce | 13,24 |